# Стрибунці (мультфільм)
«Стрибунці» (англ. Hoppers) — майбутній американський науково-фантастичний комедійний анімаційний фільм, створений Pixar Animation Studios для Walt Disney Pictures. Сценарист і режисер — Деніел Чонг, головні ролі озвучили Пайпер Курда, Боббі Мойніган та Джон Гемм.

## Синопсис
Після того, як група вчених винайшла спосіб «перестрибувати» людським розумом у реалістичні роботизовані тіла тварин, дівчина на ім'я Мейбл використовує їхню технологію, щоб втілитися в робота-бобра та зірвати план будівельної компанії, яка збирається знищити місцеве середовище, населене дикими тваринами.

## Акторський склад
- Пайпер Курда[en] — Мейбл Танака, 19-річної дівчина, чий розум переноситься в робота-бобра[4] [5] [6] [7]
- Боббі Мойнахан[en] — король Георг, бобер-монарх[4][5][6]
- Джон Гемм — Джеррі, жадібний мер[4][5] [6][8]
- Деметрі Мартін[en] — пташки[9]
- Мелісса Вілласеньйор[en] — Еллен, бура ведмедиця[10]

## Виробництво

### Розробка
У грудні 2020 року Деніел Чонг повідомив у Твіттері, що після завершення свого телесеріалу Cartoon Network «Ми, ведмеді» (2015–2019) та виходу фільму «Ми, ведмеді: Фільм» (2020) повернувся до Pixar, і що він працює над оригінальним повнометражним фільмом. На фан-заході D23 у серпні 2024 року головний креативний директор Pixar Піт Доктер оголосив, що фільм називатиметься «Hoppers». Невдовзі після цього Джессі Ендрюс повідомив у своєму акаунті X, що він розробляв фільм три роки. В рамках анонсу фільму на заході D23 було оголошено, що Пайпер Керда, Боббі Мойніган та Джон Хемм будуть озвучувати основних персонажів.
В інтерв'ю D23 Чонг сказав, що одним із джерел натхнення для фільму стали документальні фільми про природу, в яких роботів-тварин поміщають у світ тварин: «Мені здалося, що ця ідея про те, як люди так намагаються вписатися у світ тварин і які дивні речі при цьому трапляються, ідеально підходить для комедії». Він також додав: «Звичайно, є вплив Аватара, [...] Але у фільмі також є елементи шпигунського трилера Місія нездійсненна, тому що Мейбл ніби проникає у світ тварин».
Чонг заявив, що коли він вперше запропонував цю ідею Піту Доктеру та іншим керівникам Pixar, вона була представлена як фільм про пінгвінів. Однак, за словами Чонга: «Піт сказав: „Я не думаю, що світ потребує ще одного анімаційного фільму про пінгвінів“. Він просто не сприйняв цю ідею». Тож Чонг змінив фокус фільму на бобрів, дослідивши їхній вплив на навколишнє середовище: «Ці тварини можуть бути інженерами екосистеми і допомагати всім іншим виживати; я думаю, це просто змусило мене сказати: „О, бобри — це круто“».

### Сценарій
У грудні 2024 року видання The Hollywood Reporter заявило, що, за словами колишнього художника Pixar, творцям фільму було наказано «применшити» «заплановане екологічне послання фільму». Однак в інтерв'ю Screen Rant у липні 2025 року Чонг заперечив, що теми фільму були цензуровані, заявивши: «Якщо вже на те пішло, я відчував значну узгодженість. [...] Чесна правда про цей процес полягає в тому, що кожен фільм тут проходить через так багато ітерацій і багато змін, і я можу бачити, можливо, для очей деяких інших людей у студії, [як] вони можуть бачити, [що] все виглядає так, ніби все цензурується. Але насправді [фільм] просто проходить свій природний шлях ітерацій тощо – принаймні для нашого фільму».

## Випуск
Прем'єра «Скакунів» в кінотеатрах Сполучених Штатів запланована на 6 березня 2026 року компанією Walt Disney Pictures.

### Маркетинг
Перше кадр з фільму був публічно показаний на Міжнародному анімаційному кінофестивалі в Аннесі 2025 року в червні 2025 року. Пізніше того ж місяця в кінотеатрах після титрів фільму «Еліо» (2025) був показаний короткий тизер, в якому ящірка набирала на телефоні емодзі ящірки. У серпні 2025 року Pixar повідомив, що ящірку звуть Том.